# Socket AM3
Socket AM3 (Socket 941, PGA938) — процессорное гнездо, разработанное фирмой AMD для ПК высокопроизводительного, мейнстримового и бюджетного сегментов. Является дальнейшим развитием Socket AM2 и AM2+, отличия заключаются в поддержке памяти DDR3 и в более высокой скорости работы шины HyperTransport. 
Первые процессоры, использующие данный разъём — AMD Phenom II X4 910, 810, 805 и AMD Phenom II X3 720 и 710, выпущенные 10 февраля 2009 года.
Для разъёма AM3 предназначены процессоры под кодовыми названиями Thuban, Deneb, Propus, Zosma, Suzuka, Rana, Heka, Regor, Callisto и Sargas.
Процессоры AM3 изготовлены по 45 нм техпроцессу, имеют до 6 ядер, совместимы с памятью DDR2 и DDR3, работают на платах AM2+, AM3 и AM3+, и некоторых AM2
Процессоры AM3 полностью совместимы с процессорным гнездом Socket AM3+, в то время, как процессоры AM3+ совместимы с Socket AM3 только механически, совместная работа возможна только после перепрошивки BIOS.
В сокет AM3 невозможно установить процессоры AM2 и AM2+, поскольку в них отсутствует контроллер памяти DDR3. Обратная совместимость возможна, обычно требуется обновление BIOS до самой свежей версии..